# Leeden National Oxygen
Leeden National Oxygenは大陽日酸の関係会社で、シンガポールを中心とする東南アジアで産業ガス・溶接関連器具・安全具の製造・仕入販売を行う株式会社である。

## 事業

### 事業内容
Leeden National Oxygenの事業は、産業ガス及び溶接、安全具などのハードグッズ(Hard goods)のセグメントに分かれる。

産業ガス分野　･･･産業ガス（酸素、窒素、アルゴン等）、特殊ガス、切断ガス、水素、ヘリウム、ガス関連機器・工事

溶接分野　･･･溶接ガス、溶接ロボット、溶接ワイヤー、溶接棒などの溶接資材

安全具分野　･･･安全靴、溶接ヘルメット、装備品、消火器、消火・防火設備、落下防止器具など

産業ガスでは、自社の敷地内に空気分離装置及び特殊ガス・水素・ヘリウムの充填ラインを持ち、工場運営している。

### 事業領域
シンガポール・マレーシアを中心に、インドネシア、タイ、中国、ベトナム、フィリピン、オーストラリア等で事業を行っている。主要顧客はシンガポール・マレーシア周辺の石油・ガス産業および関連する造船所である。その他、半導体、建築、航空、電炉、自動車など多くの産業に関わる。とりわけ溶接分野に特化しており、溶接ロボットによる自動化と自社ブランドを基とする溶接機材の仕入販売に注力している。

## 沿革
- 1964年、Leeden Ltdがシンガポールにて創業。
- 1982年7月、National Oxygen Pte Ltd設立。（大陽日酸による初の海外現地法人）[3]
- 2012年2月、大陽日酸によるLeeden LtdのTOBが成立[4]。
- 2014年10月、旧Leeden Ltdと旧National Oxygen Pte Ltd（NOX）が合併し、Leeden National Oxygenとなる[5]。

## 経営方針
経営ビジョン
To be accepted as Asia’s foremost integration specialist in welding, gas and safety.

ミッション
1. Achieve market leadership in Asia’s marine and oil & gas industries
2. Ensure customer value by providing integrated services & solutions for welding, gas and safety
3. Build a company of repute to attract and nurture people of high-performance